# 1. deild karla (pallacanestro)
La 1. deild karla è il secondo livello del campionato islandese di pallacanestro.